# Henryville (Indiana)
Henryville es un lugar designado por el censo ubicado en el condado de Clark en el estado estadounidense de Indiana. En el Censo de 2010 tenía una población de 1905 habitantes y una densidad poblacional de 258,08 personas por km².

## Historia

### Tornado de marzo de 2012
En la tarde del 2 de marzo de 2012 a las 3:00 p. m., un tornado causó daños a Henryville, matando al menos a 3 personas.  La tormenta destruyó la Escuela Primaria Henryville y Henryville Jr / Sr High School.

## Geografía
Henryville se encuentra ubicado en las coordenadas 38°32′19″N 85°45′59″O / 38.53861, -85.76639. Según la Oficina del Censo de los Estados Unidos, Henryville tiene una superficie total de 7.38 km², de la cual 7.37 km² corresponden a tierra firme y (0.11%) 0.01 km² es agua.

## Demografía
Según el censo de 2010, había 1905 personas residiendo en Henryville. La densidad de población era de 258,08 hab./km². De los 1905 habitantes, Henryville estaba compuesto por el 98.06% blancos, el 0% eran afroamericanos, el 0% eran amerindios, el 0.42% eran asiáticos, el 0% eran isleños del Pacífico, el 0.63% eran de otras razas y el 0.89% pertenecían a dos o más razas. Del total de la población el 1.57% eran hispanos o latinos de cualquier raza.

## Celebridades nacidas en Henryville
- Harland Sanders (1890-1980) Empresario fundador de la cadena de comida rápida de pollo frito Kentucky Fried Chicken en 1939.